# Politica della Polonia
La politica della Polonia ha luogo in una repubblica parlamentare, in cui il primo ministro è il capo del governo. Il potere esecutivo è esercitato dal governo; quello legislativo è ricoperto sia dal governo che dalle due camere del Parlamento, il Sejm e il Senato. Il potere giudiziario è indipendente dall'esecutivo e dal legislativo.
Il potere esecutivo è esercitato dal governo, che consiste di un Consiglio dei ministri diretto dal primo ministro; i suoi membri sono tipicamente scelti dalla coalizione di maggioranza nella camera bassa del Parlamento (Sejm), anche se non sono infrequenti le eccezioni. Il governo è nominato formalmente dal presidente, e deve superare la mozione di fiducia al Sejm entro due settimane.
I membri del Parlamento sono eletti con sistema proporzionale, con la clausola che i partiti che non rappresentano le minoranze etniche devono ottenere almeno il 5% dei voti a livello nazionale per poter accedere al Parlamento. Attualmente, sono rappresentati quattro partiti; le elezioni parlamentari si ripetono almeno ogni quattro anni.
Il presidente della Polonia, come capo di Stato, ha il potere di porre il veto alla legislazione approvata dal Parlamento, ma per il resto ha un ruolo meramente rappresentativo. Le elezioni presidenziali si svolgono ogni 5 anni. Il sistema politico è definito dalla Costituzione della Polonia, che garantisce anche un ampio spettro di libertà personali.
Il ramo giudiziario gioca un ruolo minore in politica, eccezion fatta per il Tribunale Costituzionale, che può annullare le leggi che violano le libertà garantite dalla Costituzione.

## Sviluppi recenti (dal 2000)
Alle elezioni presidenziali del 2000, Aleksander Kwaśniewski, l'allora ex leader dei post-comunisti dell'Alleanza della Sinistra Democratica (SLD), fu rieletto al primo turno di voto con il 53,9% del voto popolare. Al secondo posto, con solo il 17,3%, arrivò Andrzej Olechowski. La campagna dell'opposizione fu minata dalla sua incapacità di proporre un candidato carismatico, o anche un unico forte candidato, oltre che dal sostegno in calo al governo di centro-destra dell'Azione Elettorale Solidarność (AWS). Vi erano infatti frizioni interne alla coalizione che sosteneva il governo.
La Costituzione, allora ai suoi primi anni di vita, e la nuova divisione amministrativa (del 1999) richiesero una revisione del sistema elettorale, che fu approvata nell'aprile 2001. I più importanti cambiamenti furono la liquidazione delle liste di partito e la modifica del metodo di allocazione dei seggi, riformato secondo il metodo Sainte-Laguë, che dà meno privilegi ai grandi partiti. Nel 2002, però, questo cambiamento fu subito annullato e si tornò al metodo D'Hondt.
Le elezioni parlamentari del 2001 videro il trionfo del SLD (successore del partito comunista), a causa della disillusione degli elettori verso il governo AWS: quest'ultima coalizione non riuscì neanche ad accedere al Parlamento, per non aver superato la soglia dell'8% per le coalizioni. Essi non erano infatti riusciti a formare un unico partito politico, che avrebbe dovuto superare la soglia solo del 5%, pertanto rimase formalmente una coalizione, e ad essa si applicò quindi la soglia per i gruppi di partiti.
La SLD formò una coalizione con il Partito Agrario Polacco (PSL) e con il partito di sinistra Unione del Lavoro (UP), con Leszek Miller come primo ministro.
Materia centrale degli anni successivi fu il negoziato con l'Unione europea riguardo all'accesso della Polonia e la conseguente preparazione interna per l'ingresso. La Polonia accedette all'UE il 1º maggio 2004; sia il presidente Kwaśniewski che il governo furono unanimi nel loro sostegno a tale causa. L'unico partito fermamente opposto all'ingresso nell'Unione fu il partito populista di destra, la Lega delle Famiglie Polacche (LPR).
Nonostante l'ampio sostegno popolare all'ingresso nell'UE, considerato di importanza fondamentale, il governo perse rapidamente popolarità a causa dell'incompetenza in vari ambiti (come la costruzione di autostrade, e una riforma bocciata del sistema sanitario), ma anche a causa della recessione economica e per i numerosi scandali di corruzione. I più celebri tra questi sono l'affare Rywin (sospetto tentativo di interferire con i processi legislativi, che prende il nome dal principale sospettato Lew Rywin), e l'affare Starachowice (i ministri del governo informavano amici con collegamenti al mondo del crimine riguardo a retate della polizia).
Nel mese di marzo alcuni politici di punta del SLD ed alcuni membri del Parlamento (tra cui il Maresciallo del Sejm Marek Borowski) promossero una scissione dal partito, creando il partito Socialdemocrazia di Polonia (SDPL). Il governo guidato da Leszek Miller
si dimise il 2 maggio 2004, appena dopo l'ingresso della Polonia nell'Unione europea.
Fu costituito un nuovo governo, guidato da Marek Belka (SLD). Dopo due tentativi iniziali senza successo, il governo ottenne il 24 giugno il consenso del Parlamento e governò fino alle elezioni parlamentari del 2005. Diversi nuovi ministri erano visti come esperti non di parte, e il governo fu considerato un forte miglioramento rispetto al governo precedente. Ciò non portò comunque un incremento di voti al SLD, anche se vi fu un miglioramento dell'economia nel 2005. Alcune delle ragioni possono essere il fatto che il governo era visto come distante dal partito stesso, e che era tenuto in carica solamente dalla paura di elezioni anticipate da parte della maggioranza dei deputati. La paura non era infatti infondata, dato che il SLD vide il proprio sostegno crollare del 75% alle successive elezioni, piombando all'11%.
Nell'autunno del 2005 i polacchi votarono sia per le elezioni parlamentari che per le elezioni presidenziali. Ci si attendeva che le prime avrebbero prodotto una coalizione di due partiti di centro-destra, Diritto e Giustizia (Prawo i Sprawiedliwość, PiS) e Piattaforma Civica (Platforma Obywatelska, PO). PiS ottenne il 27% dei voti e divenne il maggiore partito al Sejm, davanti a PO con il 24%; la coalizione di governo uscente, l'Alleanza della Sinistra Democratica (Sojusz Lewicy Demokratycznej, SLD), ottenne solo l'11%.
Le elezioni presidenziali dell'ottobre 2005 ebbero un simile destino. Il favorito della prima ora, Donald Tusk, leader di PO, vide pian piano scendere il gradimento e fu poi battuto 54% contro 46% al secondo turno dal candidato del PiS Lech Kaczyński (uno dei gemelli, fondatore del partito). Entrambe le elezioni furono segnate dalla bassa affluenza, solo il 51% al secondo turno delle presidenziali e poco più del 40% alle parlamentari. La probabile causa della bassa affluenza fu la disillusione popolare verso i politici.
Le trattative di coalizione seguirono le elezioni presidenziali; tuttavia, la pesantezza degli attacchi in campagna elettorale e la volontà del PiS di cercare il voto populista avevano rovinato le relazioni tra i due maggiori partiti e resero impossibile la formazione di una coalizione. Le divisioni divennero insormontabili, a causa anche dell'insistenza del PiS nel voler controllare tutti i ministeri chiave: Ministero della Giustizia e degli Affari Interni, oltre che le forze speciali. Ci fu anche il tentativo di imporre un candidato del PiS come Maresciallo del Sejm, con l'aiuto di diversi piccoli partiti populisti. Il PO decise infine di fare parte dell'opposizione.
Il PiS formò un governo di minoranza guidato dal poco conosciuto Kazimierz Marcinkiewicz, anziché un governo diretto dal leader del partito, Jarosław Kaczyński, che rimase tuttavia molto influente. Questo governo si affidava al tacito e stabile sostegno dei piccoli partiti populisti e agrari (PSL, Samoobrona, LPR).
Il nuovo governo godette di un forte sostegno popolare (in effetti, abbastanza comune nei primi mesi dopo le elezioni), mentre la popolarità dei partiti populisti era bruscamente calata. Con queste premesse, apparve all'orizzonte nel gennaio 2006 una crisi parlamentare, con i piccoli partiti che temevano che il PiS avrebbe imposto nuove elezioni (a cui essi avrebbero ovviamente perso), utilizzando il pretesto della mancata approvazione del bilancio all'interno dei tempi costituzionali. La crisi, tuttavia, si ridimensionò in tempo e non vi furono crisi di governo.
Nel luglio 2006, a seguito di un diverbio con il leader del partito, Jarosław Kaczyński, Marcinkiewicz rassegnò le dimissioni da Primo ministro della Polonia e fu sostituito da Kaczyński, che formò un nuovo governo. La nuova coalizione durò fino all'ottobre 2007, quando si svolsero elezioni anticipate e la Piattaforma Civica di Donald Tusk ottenne la maggioranza. Kaczýnski si ritrovò all'opposizione e Tusk divenne il nuovo primo ministro.
Il 10 aprile 2010 un terribile incidente aereo ha decapitato i vertici politici e militari dello stato polacco. Infatti l'aereo presidenziale, con a bordo il Presidente Lech Kaczyński e altre altissime cariche, è caduto in circostanze non ancora chiare mentre stava portando una delegazione polacca verso la Russia, dove sarebbe dovuta tenersi un'importante manifestazione pubblica di commemorazione del Massacro di Katyn'. È il primo caso in Europa in cui uno stato democratico si trova in una situazione istituzionale simile. I poteri straordinari sono passati ai membri superstiti del Governo e la carica di Presidente ad interim è stata assunta del Maresciallo del Sejm Bronisław Komorowski, il quale ha indetto le elezioni anticipate, dalle quali è uscito vincitore.

## Potere esecutivo
| Ufficio        | Nome         | Partito | In carica da     |
| -------------- | ------------ | ------- | ---------------- |
| Presidente     | Andrzej Duda | PiS     | 6 agosto 2015    |
| Primo ministro | Donald Tusk  | PO      | 13 dicembre 2023 |

Il presidente è eletto tramite voto popolare ogni cinque anni; il primo ministro e i vice primi ministri sono nominati dal presidente e devono avere l'approvazione del Sejm. Il Consiglio dei ministri è responsabile davanti al primo ministro ed a Sejm. Il primo ministro propone i ministri, il presidente li nomina e il Sejm approva il Consiglio dei ministri.

## Potere legislativo
Il Parlamento della Polonia ha due camere. La camera bassa, la Camera dei deputati, conta 460 membri eletti con un mandato di quattro anni con sistema proporzionale in circoscrizioni multi-seggio, utilizzando il metodo D'Hondt, simile a quello in uso in molti sistemi politici parlamentari, con una soglia al 5% (8% per le coalizioni; la soglia non si applica per le rappresentanze delle minoranze nazionali). Il Senato (Senat) si compone di 100 membri eletti ogni quattro anni in 40 circoscrizioni multi-seggio, con un metodo in cui i candidati che ottengono più voti in ogni circoscrizione, ottengono il seggio. Quando si riuniscono in seduta comune, il Sejm e il Senato formano l'Assemblea nazionale della Polonia (in polacco Zgromadzenie Narodowe). L'Assemblea Nazionale si riunisce in tre occasioni: al giuramento di un nuovo Presidente, quando intende portare il Presidente davanti al Tribunale di Stato, e all'atto di dichiarazione di incapacità permanente di un Presidente ad esercitare i propri poteri a causa dello stato di salute. Fino ad ora, l'Assemblea si è riunita solo per il primo motivo. A partire dalle elezioni parlamentari del 1991, le consultazioni elettorali si svolgono sotto la supervisione della commissione elettorale nazionale (Państwowa Komisja Wyborcza), la cui divisione amministrativa è chiamata Ufficio elettorale nazionale (Krajowe Biuro Wyborcze).

## Sicurezza nazionale
Il principale obiettivo della sicurezza nazionale della Polonia è l'incremento dell'integrazione con la NATO e con altre istituzioni europee di difesa, economia e politica, attraverso la modernizzazione e la riorganizzazione dell'esercito. La dottrina militare polacca riflette la stessa natura di difesa degli altri partner della NATO.
La Polonia mantiene una consistente forza armata che conta 175.343 soldati, divisi tra un esercito di 96.733 unità, e una forza aerea e di difesa di 39.646 unità, oltre ai 15.980 uomini della marina. Il Ministero della Difesa ha annunciato che le forze armate della Polonia conteranno 150.000 unità in futuro; in Polonia vige la coscrizione militare per la maggioranza delle forze di difesa. Tutti gli uomini (con alcune eccezioni), sono soggetti al servizio militare della durata di nove mesi.
L'esercito polacco continua a riformare e modernizzare il suo equipaggiamento. Lo Staff Generale del Ministero della Difesa e lo Staff delle Forze di Terra hanno si sono recentemente modernizzati con una struttura NATO-compatibile J/G-1 — J/G-6.
La Polonia continua ad essere un leader regionale nel sostegno e la partecipazione ai Programmi di Pace della NATO ed è attivamente impegnata anche negli stati confinanti per costruire fondamenta stabili per la sicurezza futura dell'Europa. La nazione continua nel suo sostegno alle Operazioni di Peacekeeping delle Nazioni Unite mantenendo un'unità nel Libano del Sud e un battaglione nel Kosovo. La Polonia è un forte alleato degli USA in Europa e dirige la Divisione Multinazionale Centro-Meridionale in Iraq.

### Służba Ochrony Państwa
Il Służba Ochrony Państwa (SOP), o Servizio per la Protezione dello Stato è l'equivalente polacco dei Servizi Segreti, e fornisce servizi di sicurezza antiterrorismo al governo.

## Divisioni amministrative
La Polonia è suddivisa in 16 voivodati: (województwa, singolare - województwo); Bassa Slesia, Cuiavia-Pomerania, Łódź, Lublino, Lubusz, Piccola Polonia, Masovia, Opole, Precarpazi, Podlachia, Pomerania, Slesia, Santacroce, Varmia-Masuria, Grande Polonia, e Pomerania Occidentale.

## Elezioni in Polonia
Le elezioni in Polonia si suddividono in tre grandi gruppi.
- Elezioni presidenziali: fissate di norma ogni cinque anni, riguardano l'elezione diretta del Capo di Stato.
- Elezioni parlamentari: fissate di norma ogni quattro anni, riguardano l'elezione dei membri del Parlamento, il quale si compone di una camera bassa (Sejm) e di una camera alta (Senato).
- Elezioni europee: fissate ogni cinque anni, riguardano l'elezione dei membri del Parlamento europeo spettanti alla Polonia.

A suddette consultazioni si aggiungono le elezioni amministrative e i referendum.
La Polonia ha una lunga storia di elezioni che risale a diversi secoli fa, addirittura al 1182, con le votazioni per il Sejm e la monarchia elettiva dal 1569 al 1795. Si tennero anche elezioni nella Seconda Repubblica di Polonia (1918 - 1939) e nella Repubblica Popolare Polacca (1945 - 1989), anche se queste ultime non si tennero in un clima democratico.

## La Polonia moderna
La Polonia ha un sistema multipartitico. Il Presidente della Repubblica è eletto a suffragio popolare diretto ogni 5 anni.
Il Parlamento, denominato Assemblea nazionale, ha struttura bicamerale. Entrambe le camere sono rinnovate ogni 4 anni: il Sejm, la camera bassa, conta 460 membri eletti ogni quattro anni con sistema proporzionale in circoscrizioni plurinominali, con una soglia di accesso del 5% per i singoli partiti e dell'8% per le coalizioni; il Senato (Senat), la camera alta, annovera 100 componenti eletti in 40 circoscrizioni. Dal 1991 le elezioni si svolgono sotto la supervisione della Commissione Elettorale Nazionale (Państwowa Komisja Wyborcza).

## Storia
La Polonia presenta una lunga storia di elezioni che risalgono a molti secoli fa, sin dal 1182 con il primo Sejm. Dal Sejm del 1493 i re polacchi convocarono riunioni regolari ogni due anni, sia del Sejm che dei sejmik (i parlamenti regionali). Dal 1573 il sistema delle libere elezioni richiese l'elezione del Re durante il Sejm.
Le prime elezioni moderne libere si tennero in Polonia quando la nazione riconquistò l'indipendenza nel 1918. Dopo il colpo di Stato di maggio ci furono dibattiti su quanto erano effettivamente libere le elezioni polacche, specialmente quelle del 1939. Dopo la seconda guerra mondiale la Polonia cadde sotto il controllo dei comunisti, che effettuarono brogli nell'elezione del 1947 per assicurarsi il controllo dell'intero governo. Anche se da allora si tennero elezioni regolari, nessuna elezione fino al 1989, che segnò il crollo del comunismo, fu effettivamente democratica e libera. Le elezioni del 1989, che assegnarono al Partito Comunista Polacco la maggioranza della camera bassa, permisero tuttavia ai partiti di opposizione di ottenere la rappresentanza e pertanto sono considerate elezioni semi-libere. Tutte le consultazioni elettorali successive, a partire dal 1991, sono considerate totalmente libere.

## Elezioni passate

### Polonia (dal 1989)

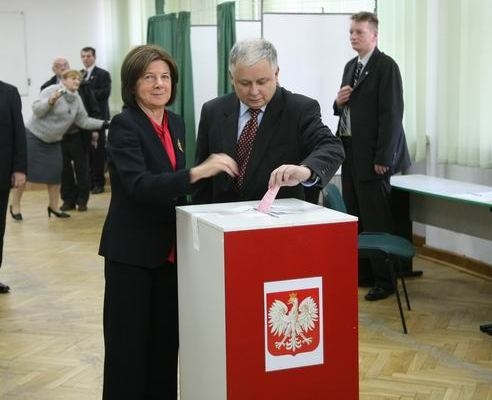
Lech e la moglie Maria Kaczyński nel 2006

Dal 1991 le elezioni in Polonia possono essere considerate totalmente libere.

### Repubblica Popolare Polacca (1945-1989)
Solo le elezioni del 1947 e del 1989 possono essere considerate parzialmente libere, mentre tutte le altre non si sono tenute in un clima di libera scelta. Non si tennero elezioni presidenziali in questo periodo, ma Bolesław Bierut fu nominato Presidente dal Sejm e la carica fu abolita dalla nuova costituzione del 1952.

### Seconda Repubblica di Polonia (1918-1939)
È controverso se le elezioni dal 1926 in avanti furono libere, specialmente quelle del 1930. I Presidenti polacchi venivano eletti dal Sejm e dal Senato (Assemblea nazionale), non a suffragio popolare diretto. Prima del 1922 il Capo di Stato polacco era chiamato Naczelnik Państwa.

### Regno di Polonia e Confederazione Polacco-Lituana (fino al 1795)

#### Sejm
Il primo Sejm fu convocato nel 1182. A partire dal Sejm del 1493, convocato dal Re Giovanni I Olbracht nel 1493, le riunioni si tennero ogni due anni. Esistevano anche Sejm speciali, ad esempio quelli in occasione delle incoronazioni.
Tra i Sejm più famosi si citano:
- Sejm Niemy - il Sejm del Silenzio del 1717, che segnò l'inizio del controllo russo sugli affari interni polacchi;
- Sejm di Repnin - il Sejm del 1767/1768, i cui termini furono dettati dall'ambasciatore russo Nikolaj Vasil'evič Repnin
- Grande Sejm - o il Sejm dei Quattro Anni del 1788-1792, che votò la Costituzione Polacca di Maggio;
- il Sejm di Grodno, l'ultimo Sejm della Prima Repubblica.

#### Monarchia elettiva
Per approfondire vedi anche Elenco di monarchi polacchi e Libertà dorata
A partire dal 1572, anno della morte di Sigismondo II Augusto, ultimo della dinastia Jagellonica, e un breve periodo di interregno, l'intera nobiltà (szlachta) della Confederazione (il 10% della popolazione) prese parte alle elezioni dei sovrani. L'ultimo re eletto fu Stanislaw August Poniatowski nel 1764. Il re abdicò nel 1795 dopo che le spartizioni della Polonia posero fine alla sovranità dello stato.